# 硬刺弓鱼
硬刺弓鱼（学名：Racoma scleracantha）为鲤科弓鱼属的鱼类，俗名细甲鱼。在中国，分布于西藏江达以上金沙江干支流及青海通天河及其支流等，常见于高原山区流水环境。该物种的模式产地在青海玉树通天河。

## 扩展阅读
維基物種上的相關：硬刺弓鱼